# Niau
Niau és un atol de les Tuamotu, a la Polinèsia Francesa, i una comuna associada a la comuna de Fakarava. Està situat a l'oest de l'arxipèlag, a 53 km a l'oest de Fakarava.

## Geografia
L'atol és petit, de forma quasi circular de 8 km d'ample i 7,5 km de llarg. La superfície total és de 24 km², i la llacuna té 32,4 km². Les terres encerclen completament la llacuna interior, sense cap pas a l'oceà, provocant que l'aigua sigui molt salina. En canvi el terra és molt fèrtil, contràriament als altres atols, i permet cultivar fruites com ara taronges, llimones, bananes, a més dels cocoters que produeixen copra. Precisament el nom Niau, en tahitià, vol dir «palma de cocoter».
La vila principal és Tupuna, situada al nord-est. Al nord-oest hi ha la vila abandonada d'Ofare. La població total era de 147 habitants al cens del 2002. Dos camins envolten l'atol, un per la llacuna i l'altre per l'exterior. No disposa d'aeroport i els vaixells han de fondejar a 100 m de la costa.

## Història
Niau va ser descobert, el 1820, per Fabian von Bellingshausen. L'atol va ser conegut amb el nom colonial de Greg o Greig.